# Kanab
Kanab è un comune degli Stati Uniti d'America nella contea di Kane nello Stato dello Utah. Contava una popolazione di 3.564 abitanti secondo il censimento del 2000, 3.769 secondo una stima del 2007.
Viene chiamata dagli abitanti del posto "La piccola Hollywood" in quanto nel tempo è stata luogo di riprese di diversi film e serie televisive western.

## Sindaci di Kanab
- Allen Frost 1885 - 1887
- James L Bunting 1887 - 1889
- William Thomas Stewart 1889 - 1891
- W.S. Lewis 1891 - 1893
- John F. Brown 1894 - 1895
- Edwin Ford 1896 - 1901
- H.S. Cutler 1902 - 1903
- Taylor Crosby 1904 - 1905
- B.S. Young 1906 - 1909
- John F. Brown 1910 - 1911
- Mary Howard 1912 - 1913
- Heber J. Meeks 1914 - 1915
- B.S. Young 1916 - 1917
- David L. Pugh 1918 - 1919
- Othello C. Bowman 1920 - 1921
- David D. Rust 1922 - 1923
- Nephi W. Johnson 1924 - 1925
- William S. Swapp 1925 – 1931
- Carlos W. Judd 1932 - 1933
- E.J. Ford 1934 - 1935
- Alex Findley 1936 - 1937
- Elmer Jackson 1938 - 1939
- George R. Aiken 1940 - 1943
- Walter O. Ford 1943
- R.C. Lundquist 1944 - 1945
- Elmer Jackson 1945 - 1947
- George R. Aiken 1948 - 1949
- Daniel S. Frost 1950 - 1953
- H. Burnell Lewis 1953
- George R. Aiken 1954 - 1957
- Harmon C. Steed 1958 - 1959
- H. Burnell Lewis 1960 - 1965
- A. D. Findley 1966 - 1969
- S. Kent Carpenter 1970 - 1973
- Claud M. Glazier 1974 - 1981
- Paul M. Jenkins 1982 - 1989
- Bernard Ripper 1990 - 1993
- Viv Allen Adams 1994 - 1997
- Karen L. Avey 1998 - 2001
- Kim T. Lawson 2002 -